# Akbesia davidi
Akbesia là một chi bướm đêm thuộc họ Sphingidae, chỉ gồm một loài Akbesia davidi, phân bố từ nam Thổ Nhĩ Kỳ, miền bắc Syria, miền bắc Israel, miền tây Jordan, tây nam Thổ Nhĩ Kỳ, đông bắc Iraq, tây nam Gruzia, miền bắc Iran, miền đông Afghanistan và Beluchistan Iran. Nó cũng phân bố khắp Azerbaijan, dãy núi Alborz of miền bắc Iran, the dãy núi Zagros của tây và nam Iran, và bắc Afghanistan. It often occurs in large numbers at certain sites in rocky, hilly areas supporting scattered trees và shrubs của Quercus, Olea, Ceratonia và Pistacia.
Sải cánh dài 60–70 mm. Dù con trưởng thành không ăn nhưng chúng sẽ uống nước. Có hai lứa trưởng thành một năm in Iran con trưởng thành bay in tháng 4 và from cuối tháng 7 đến tháng 8. In miền bắc Iraq, adults are on từ tháng 5 đến tháng 6 và in tháng 8.
Ấu trùng ăn Pistacia atlantica và Pistacia palaestina. Larvae have also been reared on Cotinus coggygria và Rhus coriaria.

## Từ nguyên
Chi này được đặt tên theo thị xã Akbez (gần Hassa) ở Thổ Nhĩ Kỳ.

## Phụ loài
- Akbesia davidi davidi
- Akbesia davidi gandhara de Freina & Geck, 2003 (Afghanistan)